# Íllar
Íllar er en by og kommune i det sydøstlige Spanien i provinsen Almería. Den har et indbyggertal på 460 (2024) indbyggere.